# Walther Poppelreuter
Walther Poppelreuter, także nieprawidłowo: Walther Poppelreuther, Walter Poppelreuter (ur. 8 października 1886 w Saarbrücken, zm. 11 czerwca 1939 w Bonn) – niemiecki lekarz psychiatra i neurolog.
Podczas I wojny światowej prowadził badania nad urazami mózgu u rannych żołnierzy. Na Uniwersytecie w Bonn kierował Instytutem Psychologii Klinicznej (Instituts für klinische Psychologie). Od 1922 roku jako profesor nadzwyczajny nauczał psychologii klinicznej. Od 1925 pracował w Institut für Arbeits-Psychologie w Bonn.
W 1928 zastąpił Adolfa Wallicha na stanowisku dyrektora Laboratorium Psychotechniki Przemysłowej (Laboratorium für industrielle Psychotechnik) w RWTH Aachen. Pracując tam, opierając się na doświadczeniu zdobytym podczas wojny, zajmował się interdyscyplinarnym usprawnianiem procesu pracy i wyznaczył nowe standardy pracy naukowej w tej dziedzinie.
W 1931 roku wstąpił do NSDAP i pełnił funkcję nauczyciela w NS-Lehrerbund. W semestrze zimowym 1932 roku wygłosił pierwszy wykład zatytułowany Politische Psychologie als angewandte Psychologie, oparty na Mein Kampf. Hitler w lipcu 1932 roku pisemnie wyraził radość z tego powodu, że jego książce poświęcono pierwszy wykład na uczelni.
W 1934 roku opublikował artykuł Hitler, der wissenschaftliche Psycholog, w którym przypisał Hitlerowi wrodzone umiejętności psychologa. W okresie III rzeszy Poppelreuter pracował jako konsultant w Deutsches Institut für Nationalsozialistische Technische Arbeitsforschung und -schulung (DINTA) w Düsseldorfie.
W 2003 roku niemieckie czasopismo „Nervenarzt” opublikowało artykuł biograficzny na temat Poppelreutera, bez odniesienia się do nazistowskich wątków w jego biografii. W następnych numerach pisma opublikowano listy od protestujących przeciwko temu czytelników.
Jednym z jego najbardziej znanych osiągnięć jest opracowanie testu tablic Poppelreutera, wykorzystywanego m.in. w diagnostyce psychologicznej kierowców. Na tablicy formatu A-0 znajdują się 2 kolumny z liczbami (czasem 3, jeśli bierzemy pod uwagę również ID pola), natomiast zadaniem uczestnika jest jak najszybsze znalezienie tzw. liczby środkowej. Odpowiedzi są następnie weryfikowane przez psychologa oraz poddawane ocenie. Wynik na poziomie powyżej 90% uznaje się za wysoką wydajność, natomiast poniżej 70% za wydajność niedostateczną.

## Prace
- Über die scheinbare Gestalt und ihre Beeinflussung durch Nebenreize, Berlin 1909.
- Erfahrungen und Anregungen zu einer Kopfschuß-Invalidenfürsorge, Neuwied 1915.
- Über den Versuch einer Revision der psychophysiologischen Lehre von der elementaren Assoziation und Reproduktion, Berlin 1915.
- Die psychischen Schädigungen durch Kopfschuß im Kriege 1914/17 : mit besonderer Berücksichtigung der pathopsychologischen, pädagogischen, gewerblichen und sozialen Beziehungen, Band 1: Die Störungen der niederen und höheren Sehleistungen durch Verletzungen des Okzipitalhirns, Lipsk 1917.
- 'Die psychischen Schädigungen durch Kopfschuß im Kriege 1914/17 : mit besonderer Berücksichtigung der pathopsychologischen, pädagogischen, gewerblichen und sozialen Beziehungen, Band 2: Die Herabsetzung der körperlichen Leistungsfähigkeit und des Arbeitswillens durch Hirnverletzung im Vergleich zu Normalen und Psychogenen, Lipsk 1918.
- Die Arbeitsschauuhr: ein Beitrag zur praktischen Psychologie, Langensalza 1918.
- Allgemeine methodische Richtlinien der praktisch-psychologischen Begutachtung, Lipsk 1923.
- Wissenschaftliche Begutachtung von Arbeitern und Angestellten in Großbetrieben, [w:] „Die menschliche Arbeitskraft im Produktionsvorgang: drei Vorträge, gehalten auf der Gemeinschaftssitzung der Fachausschüsse des Vereins Deutscher Eisenhüttenleute in Bonn am 24. Mai 1925”, Düsseldorf 1925.
- Psychologische Begutachtung der Erwerbsbeschränkten, Berlin 1928.
- Zeitstudie und Betriebsüberwachung im Arbeitschaubild, Monachium 1929.
- Arbeitspsychologische Leitsätze für den Zeitnehmer, [w:] Institut für Arbeitspsychologie in Bonn, Monachium 1929.
- Psychokritische Pädagogik: zur Überwindung von Scheinwissen, Scheinkönnen, Scheindenken usw., Monachium 1933.
- Hitler, der politische Psychologe, [w:] Friedrich Mann’s pädagogisches Magazin, Langensalza 1934.
- 'Robinson erzieht!': DINTA-Robinson-Kurse zur Einfachstschulung der handwerklichen Fähigkeit (razem z Josephem Mathieu), Gesellschaft für Arbeitspädagogik, [w:] Schriftenreihe des Deutschen Instituts für Nationalsozialistische Technische Arbeitsforschung und -schulung (DINTA), Düsseldorf 1935.
- Disturbances of lower and higher visual capacities caused by occipital damage: with special reference to the psychopathological, pedagogical, industrial, and social implications, Oksford 1990.